# Aspectivité

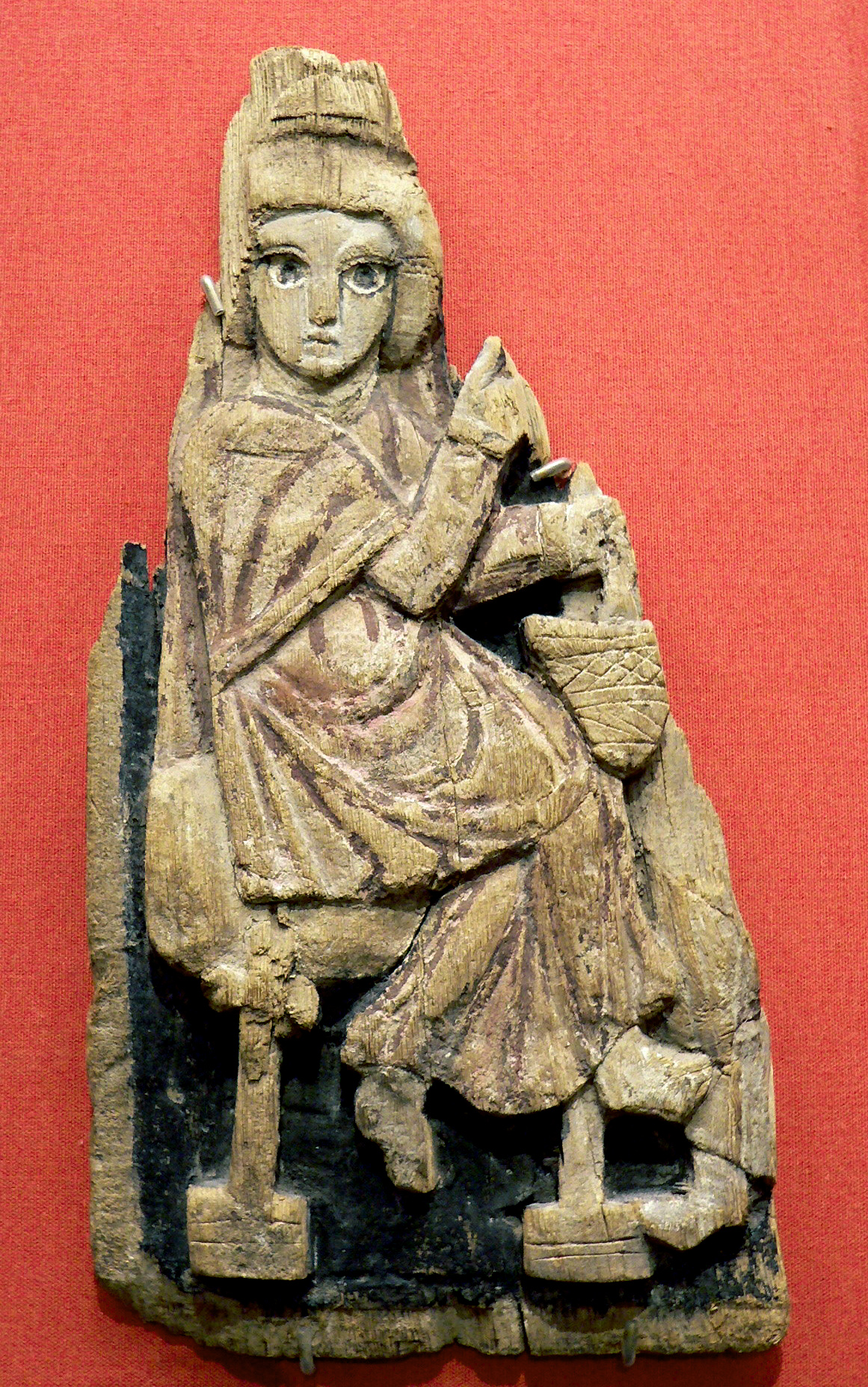
Panneau de la Vierge à l'Annonciation. Bois de figuier peint, fin du Ve siècle.. Musée du Louvre, département des Antiquités égyptiennes

L'aspectivité est un concept, d'abord appliqué à  l'art de l'Égypte antique, selon lequel l'artiste représente la définition de l'objet représenté et non son aspect visible.
En découle la représentation de certaines parties du sujet en vue frontale et d'autres de profil. Cela était particulièrement utilisé, dans l'art égyptien, sur les représentations des corps humains où les jambes/pieds et la tête étaient dessinés de profil tandis que les yeux et les épaules restaient dessinés de face.
Une représentation aspective s'oppose à une représentation perspective, c'est-à-dire conforme à ce qu'on voit depuis un seul point de vue.

## Histoire du concept
L'étymologie d'aspect, signifiant à l'origine « regard, vue », a fourni, avec d'autres préfixes et suffixes, une quantité de néologismes dont l'usage oriente en retour l'idée d'« aspect » : prospective, rétrospective, introspection, etc.
Au XVIIe siècle, la théorie de la représentation en peinture oppose aspect et prospect. Le peintre Nicolas Poussin avance que la peinture est un moyen de communiquer des idées : il ne faut pas se contenter de montrer l'aspect du sujet concret mais organiser le tableau en vue du prospect, c'est-à-dire de la réflexion sur son sujet abstrait. Cette conception l'oppose au Caravage, qui se donne pour objectif de représenter au plus près de la perception visuelle — dédaignant de guider le spectateur vers une idée abstraite, mais ce n'est sans doute pas le fond de l'histoire. Le Poussin, en écrivant « le simple aspect est une opération naturelle, et que ce que je nomme le Prospect est un office de raison qui dépend […] de l'œil, du rayon visuel, et de la distance de l'œil à l'objet », lie le prospect à la vision du dessinateur en perspective, tandis que l'aspect relève de la vision naïve.
L'égyptologue Emma Brunner-Traut a défini au XXe siècle l'« aspectivité », l'adhésion de la représentation au concept de l'objet, s'opposant à la représentation perspective, fondée sur le point de vue qui met en relation l'espace et la surface de la représentation. H. G. Fischer, R. Tefnin, J. Winand, D. Laboury et D. Farout ont ensuite poussé la réflexion sur ces bases.

## Principes de l'aspectivité
Selon le dossier-pédagogique de l'exposition Des animaux et des pharaons du Louvre-Lens, « L’aspectivité désigne l’effet de « non perspective » si caractéristique de l’art égyptien. Les représentations valant pour la réalité, rien de ce qui existe ne doit être absent du dessin, tout ce qui «est» doit être figuré »
Les règles sont issues de la relation qui unit l’art et l’écriture dans la pensée égyptienne : elles forment, selon l’égyptologue Henry George Fischer, « une unité qui est sans pareille dans toute l’histoire mondiale" Ainsi, les règles, comme la primauté de l'organisation hiérarchique sur l'organisation harmonique ou chronologique, de l'écriture hiéroglyphique s'appliquent à la représentation picturale.